# Eine Hochzeit und andere Kuriositäten
Eine Hochzeit und andere Kuriositäten ist ein polnischer Spielfilm aus dem Jahr 2004.

## Handlung
Wiesław Wojnar ist ein neureicher Unternehmer in einem Dorf in der polnischen Provinz. Seine Tochter Kaśka heiratet Janusz. Der Brautvater möchte eine Hochzeit organisieren, die dem gesamten Dorf und seiner Familie seine Wichtigkeit und seinen Reichtum aufzeigt. Ein großer Saal wird angemietet und als Geschenk für das junge Paar hat Wojnar einen nagelneuen Audi TT aus Deutschland herangeschafft. Das Auto wird vom Schwager des Priesters angeliefert. Als Gegenleistung für das Auto soll dieser Schwager ein Stück Land erhalten, das allerdings noch im Besitz des Großvaters ist. Der Großvater ist jedoch nicht gewillt die Urkunde dem Notar zu unterschreiben. Während der Hochzeitsfeier sind der Notar und Wojnar bemüht, die Unterschrift des alten Mannes zu erhalten. Als der Großvater schließlich auf der Toilette stirbt, wird das Unterfangen unmöglich. Auch das Orchester spielt nicht so, wie Wojnar es sich erwartet hat. Ohne vorzeitige Bezahlung rühren sie ihre Instrumente nicht an. Ein weiterer Dorn im Auge des Brautvaters ist der Kameramann, der das große Fest dokumentieren soll. Es ist Mateusz, der ehemalige Geliebte von Kaśka. Als sich herausstellt, dass der Schwager des Priesters ein Gangster ist, der den Audi in Deutschland gestohlen hat und Janusz es eher auf den Sportwagen abgesehen hat, als auf Kaśkas Herz, verlässt die Braut gemeinsam mit Mateusz ihre eigene Hochzeit, nicht ohne vorher den Wagen zu Schrott zu fahren. Schließlich wird Wojnar auch noch von seiner Ehefrau Eluśka mit einer anderen Frau erwischt. Eluśka verlässt ihren Mann, wie auch die Gäste der Hochzeitsfeier am frühen Morgen den Tatort verlassen.

## Kritiken
„Temporeiche, zuweilen drastische Allegorie über den menschlichen Hang zu Materialismus, Korruption und Betrug, deren spöttelnder Unterton zwar nur wenige Fettnäpfe auslässt, die aber den Zuschauer mit klugen Pointen dennoch schwerelos durch die Handlung trägt.“

## Auszeichnungen
Der Film gewann beim Polnischen Filmfestival Gdynia 2004 den Kritikerpreis und einen Spezialpreis der Jury. Hauptdarsteller Marian Dziędziel wurde als bester Hauptdarsteller ausgezeichnet. Beim Internationalen Filmfestival in Warschau wurde 2004 das Drehbuch ausgezeichnet. Der Film lief 2004 außerdem im Wettbewerb des Internationalen Filmfestivals von Locarno. Er erhielt eine lobende Erwähnung der Jugendjury. 2005 wurde der Film bei der Verleihung des Polnischen Filmpreises sechsmal ausgezeichnet, darunter in der Kategorie Bester Film.